# Lilla Mörtsjön (Vårdinge socken, Södermanland)
Lilla Mörtsjön är en sjö i Södertälje kommun i Södermanland och ingår i Trosaåns huvudavrinningsområde. Sjön är 3,1 meter djup, har en yta på 0,02 kvadratkilometer och är belägen 56 meter över havet.